# Jean-Louis Ezine
Jean-Louis Ezine (Cabourg, 24 de septiembre de 1948) es un periodista, crítico literario, columnista de radio y escritor francés.

## Biografía
Nacido Jean-Louis Bunel en honor a su madre antes de tomar, alrededor de los tres años, el nombre de su padrastro,  Jean-Louis Ezine creció en Lisieux y Houlgate en Normandía.  Fue residente en Livarot College de 1959 a 1963, luego estudió literatura y filosofía. Mientras estudiaba en Caen, se inició en el periodismo como autónomo en el semanario Pays d'Auge-Tribune.
Partió hacia París, luego hizo el servicio militar en 1968-69 en Tolón, en Fréjus y finalmente en Yibuti en la infantería de marina.
Jean-Louis Ezine se une a la redacción de Pif Gadget.  En 1972, se convirtió en crítico literario en Les Nouvelles littéraires, del que se convirtió en redactor y director literario, y luego se incorporó a Le Nouvel Observateur en 1984 hasta su jubilación en 2018. También colaboró con L'Express y, desde 2020, con la revista Chasse-Marée.  Su labor como crítico literario le puso en contacto más concretamente con Louis Aragon, Emil Cioran, Jean-Marie Le Clézio y Patrick Modiano, escritores de los que se convirtió en «confidente».
Desde el 8 de enero de 1990, Jean-Louis Ezine escribe una columna diaria de tres minutos en France Culture — tomando la forma de una publicación humorística y a menudo cáustica, en las sucesivas emisiones matutinas de la emisora: Culture matin, Tout arrive !, Pas la peine de crier, entonces La Matinale ; el 19 de julio de 2013, pronunció su columna número 5651 y última tras su parada decidida por la radio. También es miembro de la columna literaria Le Masque et la Plume en France Inter — del cual es pilar, y uno de los oradores con tono más singular, desde principios de la década de 1990 hasta 2018. Regresa a este espectáculo el 31 de enero de 2021.
En 2011 formó parte del jurado del premio Françoise-Sagan.
Jean-Louis Ezine vive en Pontault-Combault. También es un apasionado del ciclismo, que practica en un club,y sobre el cual ha escrito numerosos artículos o ha escrito columnas, en particular durante el Tour de Francia para Le Quotidien de Paris.

## Obras

### Novelas
- 1983 : La Chantepleure, ediciones SeuilISBN 2-02-006601-7
- 2003 : Un ténébreux, ediciones SeuilISBN 978-2-02-019342-9
- 2009 : Les Taiseux, ediciones GallimardISBN 9782070126521 — Premio Maurice-Genevoix y premio Octave-Mirbeau

### Colecciones de entrevistas y textos
- 1981 : Les Écrivains sur la sellette (colección de entrevistas a treinta y ocho escritores), Editions du SeuilISBN 9782020056366 — Premio Broquette-Gonin de la Academia Francesa
- 1994 : Du train où vont les jours [10] (colección de crónicas difundidas en 1994 en France Culture), éditions du SeuilISBN 9782020183543
- 1994 : Propos d'un emmerdeur (entrevistas a René Étiemble), ediciones ArléaISBN 9782869592148
- 1995 : Ailleurs (entrevistas con Jean-Marie Gustave Le Clézio ), ediciones ArléaISBN 9782869592445
- 1995 : Entre nous soit dit (entrevistas con Philippe Djian), ediciones PlonISBN 9782259181051